# Aranjuez (stacja kolejowa)
Aranjuez – stacja kolejowa w Aranjuez, we wspólnocie autonomicznej Madryt, w Hiszpanii. Jest częścią Cercanías Madrid, jak również Media Distancia Renfe. Znajdują się tu 3 perony.
Stacja została otwarta w 1851. Obecna stacja jest częścią kompleksu kilku budynków, obsługujących nie tylko pasażerów.